# Giunta provvisoria (Regno delle Due Sicilie)
La giunta provvisoria è stata il quarto governo del Regno delle Due Sicilie. Rimase in carica dal 13 luglio 1820 al marzo 1821. Peculiarità di questo governo è l'assenza di un Presidente del consiglio.

## Composizione
- Diego Naselli: Ministro Segretario di Stato degli Affari Interni (1820).
  - Giuseppe Zurlo: Ministro Segretario di Stato degli Affari Interni (19 luglio - 11 dicembre 1820)
    - Raimondo de Gennaro: Ministro Segretario di Stato degli Affari Interni (1820 - 1821)
- Francesco Ricciardi: Ministro Segretario di Stato di Grazia e Giustizia (9 luglio 1820 - 7 dicembre 1820)
  - Giacinto Troisi: Ministro Segretario di Stato di Grazia e Giustizia (7 dicembre 1820 - marzo 1821)
- Michele Carrascosa: Ministro della guerra (9 luglio - 10 dicembre 1820)
  - Giuseppe Parisi: Ministro della guerra (dicembre 1820 - febbraio 1821)
    - Pietro Colletta: Ministro della guerra (25 febbraio - 24 marzo 1821)
- Giuseppe de Thomasis: Ministro della marina (4 agosto - 10 dicembre 1820)